# 新科韋
47°7′9″N 30°35′5″E / 47.11917°N 30.58472°E
新科韋（烏克蘭語：Новакове）是位於烏克蘭西南部的村莊，由敖德萨州贝雷济夫卡区的科諾普利亞內市鎮負責管轄。該村始建於1935年，面積1.29平方公里，海拔高度75米，2001年人口82，人口密度每平方公里63.52人。